# Giulia Gam
Giulia Gam (Perusa, 28 de desembre de 1966) és una actriu brasilera d'origen italià. Es va fer famosa al Brasil després d'interpretar la jove Jocasta Silveira en la telenovel·la «Mandala» i des de llavors va començar una meteòrica carrera a la televisió, tot i ser una de les actrius de teatre més influents del Brasil.

## Biografia
Giulia va néixer a Itàlia, amb ocasió de la realització d'un curs del pare, José Carlos Gam Heuss.
Al teatre, Giulia va debutar el 1984 a São Paulo, sota la direcció d'Antunes Filho, en el drama Romeu i Julieta, de Shakespeare. Amb la companyia d'Antunes Filho va viatjar en una llarga gira per Austràlia, Europa, EUA i Israel. Un cop dissolta la companyia, va viatjar a París, on va trobar a Peter Brook, que la va motivar a seguir endavant amb la seva carrera teatral.
El gener de 1987, de retorn al Brasil, Giulia es va unir a l'elenc de l'obra Fedra de Jean Racine, convidada per l'actriu Fernanda Montenegro. A l'octubre d'aquest mateix any, va debutar a la televisió, amb un gran èxit. Treballaria encara amb importants directors del teatre, entre els quals José Celso Martinez i Gerald Thomas.
Va estrenar en la TV Globo encara aquell any, convidada pel director Roberto Talma per a participar en els 15 primers capítols de la novel·la Mandala, com la protagonista Jocasta. El personatge, posteriorment, seria interpretat per l'actriu Vera Fischer.
L'any següent, va protagonitzar la minisèrie O Primo Basílio, on va interpretar la jove Luísa, amb Marília Pêra, que feia de la perversa Juliana, i Tony Ramos, en el paper de Jorge.
Després, va participar en la novel·la Que Rei Sou Eu?, de 1989, que va reunir grans noms de la televisió: Tereza Rachel, com la reina Valentine; Antônio Abujamra, com el bruixot Ravengar; Marieta Sever, com Madeleine; i Daniel Filho, com Bergeron Bouchet, entre d'altres.
Entre 1998 i 2000, va estar casada amb el periodista Pedro Bial, amb qui va tenir un fill, Theo. Julia i Pedro han lluitat per la custòdia de Theo durant 2 anys. Giulia va guanyar la custòdia.
Dos anys després, el 1991, va tenir una participació especial en la novel·la Vamp, en el paper d'una vampira roquera, baixista del conjunt liderat per Natasha, de Cláudia Ohana.
El 1993 va ser triada per interpretar Linda Inês, la protagonista de Fera Ferida. Entre 1995 i 1996 va estar en l'elenc principal de les sèries A Comédia da Vida Privada i A Vida Como Ela É..., basades, respectivament, en les cròniques de Luís Fernando Veríssimo i Nelson Rodrigues. El 1998 va protagonitzar la minisèrie Dona Flor e Seus Dois Maridos, en que el seu personatge, Florípedes Paiva (Dona Flor), vivia un triangle amorós amb els personatges de Edson Celulari i Marco Nanini.
Va tornar a la telenovel·la en una participació en La Padroeira, de 2001. El seu personatge, la dolenta Antonieta, arribava a la trama, ja amb un bon nombre de capítols, per a atrapar la vida dels protagonistes interpretats per Deborah Secco i Luigi Baricelli.
Deu anys després sense participar en una telenovel·la sencera, va incorporar-se al repartiment de Dones Apassionades, en la pell de la histèrica Heloísa, una dona obsessiva i molt gelosa. La seva actuació va obtenir gran reconeixement del públic, abordant problemes relacionats amb la lligadura de trompes (feta pel personatge que no volia tenir fills a causa d'aquesta obsessió, cosa que desgasta encara més seves noces), les crisis conjugals, presentant al teleespectador el grup d'auxili Mada (Mulheres que Amam Demais Anônimas), seguint el model dels Alcohòlics Anònims.
El 2005, dos anys i mig sense fer telenovel·les, va retornar al vídeo amb Bang Bang, on va destacar com la seductora Vegas Locomotiv, que inicialment en la trama era només una senyora divertida i després es convertiria en una malvada freda i cruel. Va participar dels primers capítols d'Eterna Màgia.
El 2008 va participar en la Favorita, en el paper de Diva Palhares, una dona que abandona el marit i el fill, per a fugir amb un altre home i acaba detinguda per tràfic internacional d'armes. Després de complir la pena, el seu únic objectiu és aconseguir el perdó de la família. El 2010, va participar en Ti Ti Ti com la soferta mundana Bruna Sampaio, una dona ben casada amb Gustavo (Leopoldo Pacheco), amo d'una editora, que canvia radicalment de vida al descobrir l'existència d'un càncer.
El 2012 va interpretar la culta periodista Laura Belize en Amor Eterno Amor.
El 2013 torna a les telenovel·les amb una dolenta còmica, la decadent Bàrbara Ellen en Sangue Bom. El 2014, va interpretar la dolenta Carlota de Boogie Oogie, novel·la de Rui Vilhena, que va substituir Meu Pedacinho de Chão a les 18h

## Filmografia

### Televisió
| - 1987 - Mandala: Jocasta (jove) - 1988 - O Primo Basílio: Luísa - 1989 - Que Rei Sou Eu?: Aline - 1991 - Vamp: Lucia - 1992 - Procura-se - 1992 - Você Decide, Laços de Família - 1993 - Caso Especial, O Alienista - 1993 - Caso Especial, Lucíola - 1993 - Caso Especial, Lisbela e o Prisioneiro - 1993 - Retrato de Mulher, Era Uma Vez: Leila - 1993 - Fera Ferida: Linda Inês - 1995 - A Comédia da Vida Privada, Casados x Solteiros: Ana - 1995 - A Comédia da Vida Privada, Sexo na Cabeça: Camila - 1996 - A Comédia da Vida Privada, Como Destruir Seu Casamento - 1996 - A Comédia da Vida Privada, Drama - 1996 - A Vida como Ela É... - 1998 - Dona Flor e Seus Dois Maridos: Dona Flor - 1999 - Você Decide, Numa e Ninfa - 2000 - Brava Gente - 2001 - Os Normais, Faça o seu Pedido: Clara - 2001 - A Padroeira: Antonieta | - 2002 - A Grande Família, Os Boçais: Jaqueline - 2002 - Os Normais, Desconfianças Normais: Taís - 2003 - Mulheres Apaixonadas: Heloísa Morais - 2004 - Celebridade: ella mateixa - 2004 - A Diarista, Quem vai ficar com Marinete?: Nanci - 2005 - A Diarista, É fria, Marinete!: Rogelma - 2005 - A História de Rosa - 2005 - Bang Bang: Vegas Locomotiv / Moll Flanders - 2007 - Eterna Magia: Regina Ferreira / Shirleyd / Raimunda Ferreira - 2008 - A Favorita: Diva Palhares / Rosana Costa / Kato / Miranda - 2009 - Força-Tarefa, Temporada de Caça: Cláudia - 2009 - Aline: Sofia - 2010 - Ti Ti Ti: Bruna Soares Sampaio - 2011 - Chico Xavier: Rita - 2011 - A Grande Família, A República do Salto Alto: Estela - 2011 - A Grande Família, A Noite Perfeita: Estela - 2012 - As Brasileiras: Soraya - 2012 - Amor Eterno Amor: Laura Belize - 2012 - Guerra dos Sexos: Gisele - 2013 - Sangue Bom: Bárbara Ellen (Conceição da Silva) - 2014 - Boogie Oogie: Carlota Veiga Azevedo Braga |

### Cinema
- 1987 - Besame Mucho
- 2005 - Árido Movie
- 2010 - Chico Xavier
- 2011 - Assalto ao Banco Central